# Alireza Khamseh
Alireza Khamseh (en persan: علیرضا خمسه ), né le 30 janvier 1953 à Téhéran, est un acteur iranien de cinéma et de télévision.

## Filmographie
- Pakbakhteh
- Chahrshanbe-ye Aziz
- Do Nafar va Nesfi
- Yek Mosht Pare Oghab
- Marg Yazdgerd (pièce de théâtre télévisée diffusée par IRIB)
- Mard-e Hezar Chehreh (L'Homme aux mille visages) (série télévisée diffusée par IRIB)